# Distretto di Louny

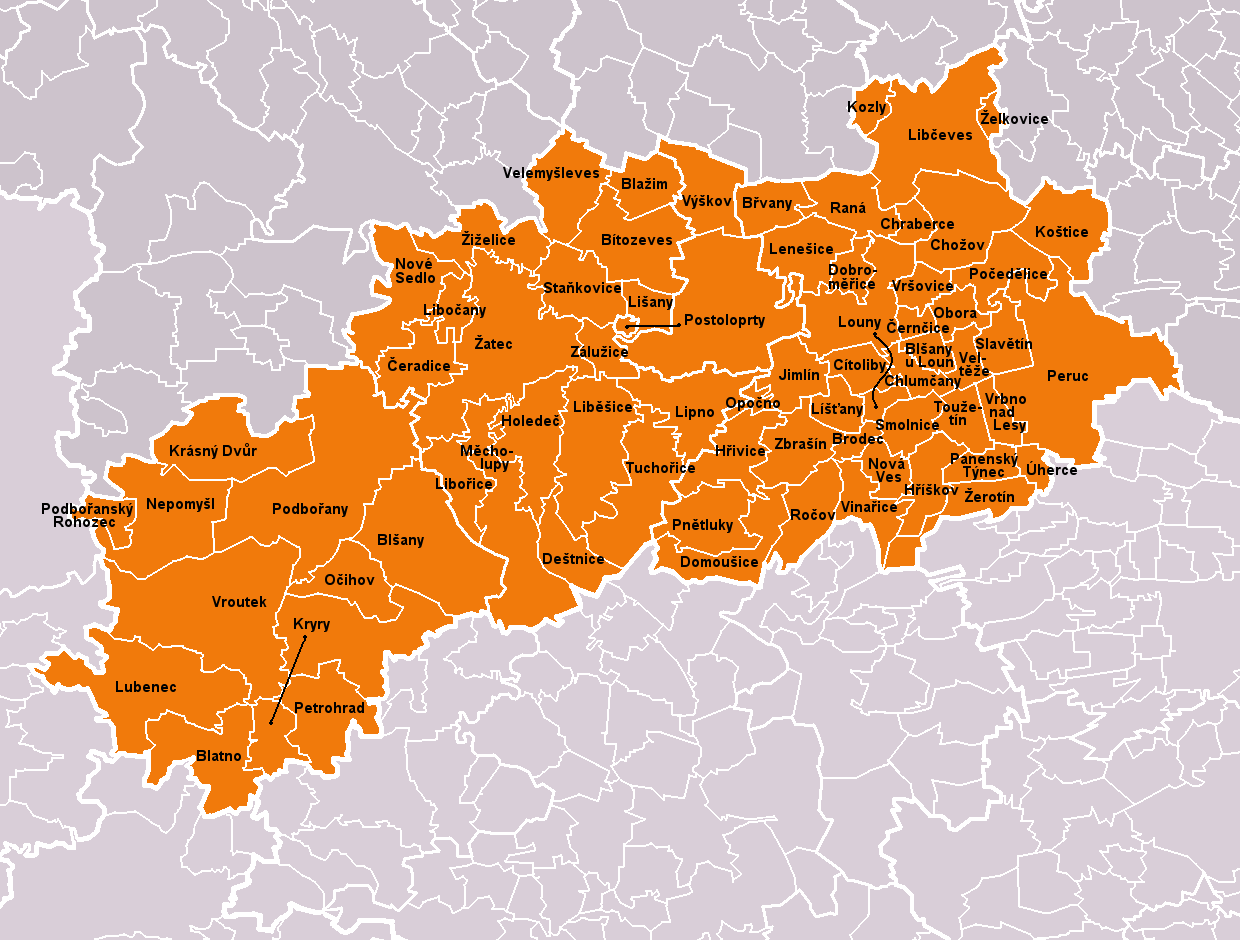
Comuni del distretto

Il distretto di Louny (in ceco okres Louny) è un distretto della Repubblica Ceca nella regione di Ústí nad Labem. Il capoluogo di distretto è la città di Louny.

## Geografia antropica
Il distretto conta 70 comuni:

### Città
- Blšany
- Kryry
- Louny
- Podbořany
- Postoloprty
- Vroutek
- Žatec

### Comuni mercato
- Cítoliby
- Nepomyšl
- Panenský Týnec
- Peruc
- Ročov
- Slavětín

### Comuni
- Bitozeves
- Blatno
- Blažim
- Blšany u Loun
- Brodec
- Břvany
- Chlumčany
- Chožov
- Chraberce
- Čeradice
- Černčice
- Deštnice
- Dobroměřice
- Domoušice
- Holedeč
- Hříškov
- Hřivice
- Jimlín
- Koštice
- Kozly
- Krásný Dvůr
- Lenešice
- Libčeves
- Liběšice
- Libočany
- Libořice
- Lipno
- Lišany
- Líšťany
- Lubenec
- Měcholupy
- Nová Ves
- Nové Sedlo
- Obora
- Očihov
- Opočno
- Petrohrad
- Pnětluky
- Počedělice
- Podbořanský Rohozec
- Raná
- Smolnice
- Staňkovice
- Toužetín
- Tuchořice
- Úherce
- Velemyšleves
- Veltěže
- Vinařice
- Vrbno nad Lesy
- Vršovice
- Výškov
- Zálužice
- Zbrašín
- Želkovice
- Žerotín
- Žiželice